# Heteracris aethiopica
Heteracris aethiopica är en insektsart som först beskrevs av Willy Adolf Theodor Ramme 1929.  Heteracris aethiopica ingår i släktet Heteracris och familjen gräshoppor. Inga underarter finns listade i Catalogue of Life.